# 阿洛糖
阿洛糖是一種己醣，是一種罕見的單醣，分離自非洲灌木川斯華海神花（Protea rubropilosa）的葉子。化学式為CH2OH(CHOH)4CHO，可溶於水但幾乎不溶於甲醇。
阿洛糖是葡萄糖的C-3差向異構體。

## 外部連結
- Rare Sugar Research Center （页面存档备份，存于）